# Tuberculose en Chine

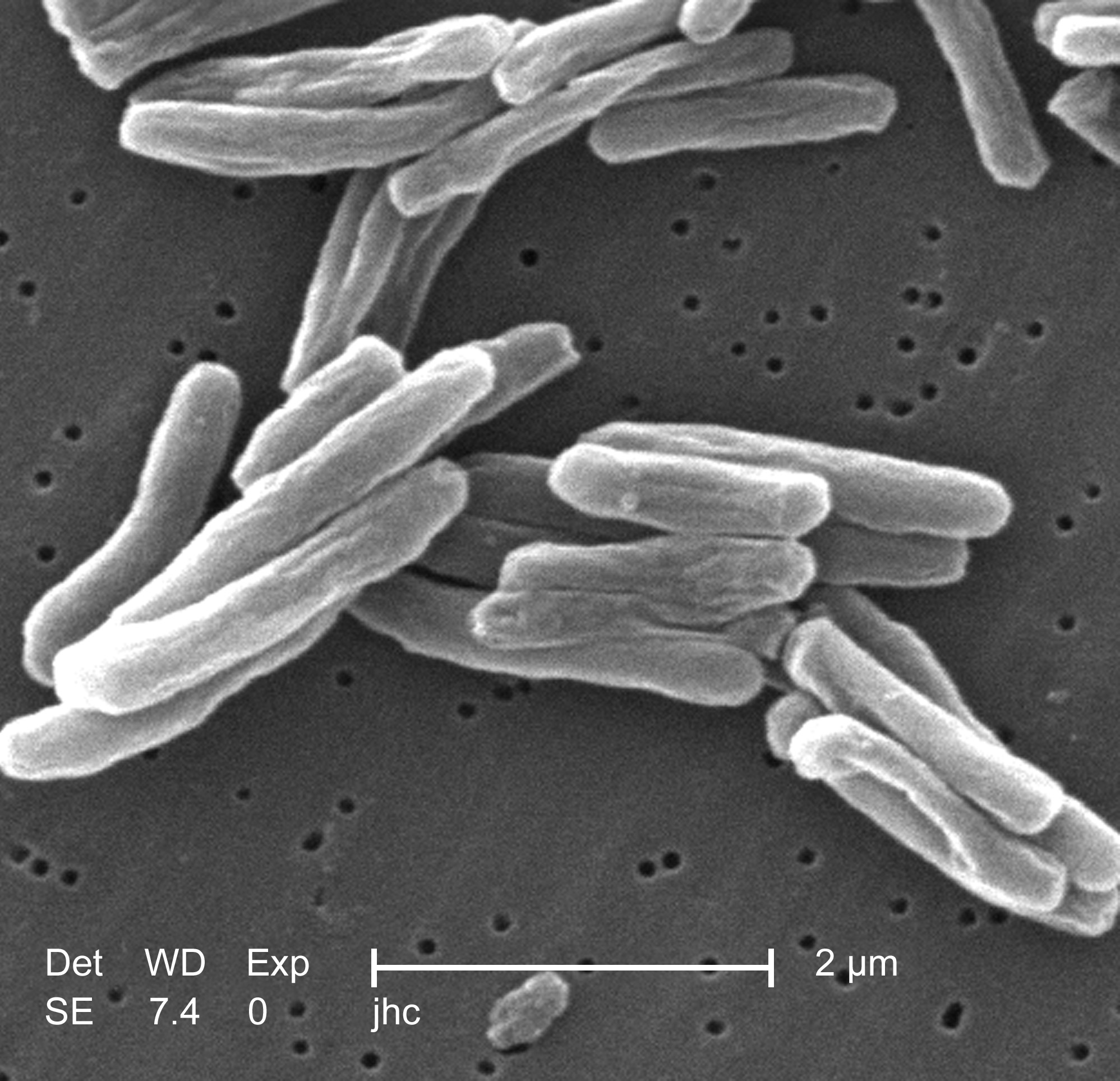
Scanning electron micrograph of Mycobacterium tuberculosis

Prévalence de la tuberculose dans le monde en 2007, pour 100000 habitants.

La tuberculose est un problème majeur de santé publique en Chine.
La Chine est le troisième pays du monde pour le nombre de personnes atteintes de tuberculose, après l'Inde et l'Indonésie, et les progrès dans le contrôle de la tuberculose furent lents durant les années 1990. La détection de la tuberculose a stagné à environ 30 % du total estimé de nouveaux cas, et la tuberculose résistante à plusieurs antibiotiques était un problème majeur. Ces signes de contrôle inadéquat de la tuberculose peuvent être reliés à un mauvais fonctionnement du système de santé. La diffusion du SRAS en 2003 a mis en lumière les faiblesses substantielles de la santé publique en Chine. Après que l'épidémie de SRAS a été maîtrisée, le gouvernement a accru ses engagements pour traiter les problèmes de santé publique et, parmi différentes mesures, a augmenté les subventions pour la santé publique, a révisé les lois qui concernent le contrôle des maladies contagieuses, appliqué le plus grand système au monde de rapport de maladies par internet, et a engagé un programme pour reconstruire les installations de santé publique locales et nationales.